# Oreoryzomys balneator
Oreoryzomys balneator је врста глодара из породице хрчкова (лат. Cricetidae). 

## Распрострањење
Врста је присутна у Еквадору и Перуу.

## Станиште
Врста Oreoryzomys balneator има станиште на копну.

## Угроженост
Подаци о распрострањености ове врсте су недовољни.

### Популациони тренд
Популациони тренд је за ову врсту непознат.